# Алтавила Монферато
Алтавѝла Монфера̀то (на италиански: Altavilla Monferrato; на пиемонтски: Autavila, Аутавила) е село и община в Северна Италия, провинция Алесандрия, регион Пиемонт. Разположено е на 256 m надморска височина. Населението на общината е 497 души (към 2011 г.).